# Bruno Chimirri (homme politique)
Pour les articles homonymes, voir Bruno Chimirri et Chimirri.
 (mai 2024).
Si vous disposez d'ouvrages ou d'articles de référence ou si vous connaissez des sites web de qualité traitant du thème abordé ici, merci de compléter l'article en donnant les références utiles à sa vérifiabilité et en les liant à la section « Notes et références ».
Bruno Chimirri (Serra San Bruno, 24 janvier 1842 - Amato, 28 octobre 1917) est un homme politique italien.

## Biographie

### Les débuts
Bruno Chimirri est initié à la franc-maçonnerie le 8 novembre 1865 dans la loge Domenico Romeo de Reggio Calabria. En 1874, il se présente pour la première fois comme candidat dans la circonscription de Serra San Bruno, dans une période de mécontentement généralisé et de forte turbulence sociale, tant au Nord qu'au Sud. Il obtient 296 voix sur 646 votants, contre 82 pour le député sortant, l'avocat Patrizio Corapi ; 162 sont pour Loffredo di Cassibile et 63 pour Nicola Santamaria.
L'affirmation est flatteuse mais inefficace : la Chambre, sur la base des sondages, attribue 220 voix supplémentaires à di Cassibile, que le bureau principal a annulées pour " indication insuffisante de la personne ".
Réélu aux élections de novembre 1876, toujours dans la même circonscription, en concurrence avec Orazio Badolisani, Francesco Antonio Ferra et l'avocat Antonio Jannone, Chimirri obtient 203 voix sur 500 votants au premier tour ; au second tour avec Jannone, il obtient 85% des voix, 304 sur 357.

### Entrée à la Chambre des Députés
Cette inclusion de Chimirri dans la délégation parlementaire calabraise, alors représentée par les plus grandes familles de l'aristocratie foncière, doit être considérée comme un événement extraordinaire, non seulement parce que Chimirri est un avocat provincial inconnu, mais aussi parce que lors de ces élections, la droite (Destra) perd 156 députés, et parmi les élus, seuls 45 réussissent à obtenir plus de 90 voix.
A ce propos, Chimirri écrit :
Je suis arrivé à la Chambre après la révolution dite parlementaire du 18 mars 1876, qui a balayé les parlementaires de droite les plus influents. Les nouveaux élus ayant un programme modéré se comptent sur les doigts de la main. J'étais parmi eux et je suis allé m'asseoir avec les vaincus, même si je savais que mon attitude m'empêcherait d'accéder au pouvoir pendant plusieurs années.
En réalité, Chimirri préfère se positionner sur une ligne d'opposition concrète et, même s'il s'engage à travailler aux côtés de ce que Croce appelle " l'aristocratie spirituelle ", il préfère l'analyse des contenus spécifiques des mesures législatives.
L'arrivée de la gauche au pouvoir, considérée comme révolutionnaire par certains, ne peut en fait changer que très peu de choses sur le plan pratique : la droite et la gauche, même si elles sont en désaccord sur certains programmes gouvernementaux, restent pour l'essentiel d'accord sur les objectifs de l'État libéral. L'activité politique, par essence, est conditionnée par le vote qui provient du patriciat et de la mince bourgeoisie locale. Jusqu'en 1880, l'électorat n'a jamais dépassé 5 % de la population nationale : votent les hommes de plus de 25 ans sachant lire et écrire et payant au moins 40 lires d'impôts directs.
Sous le gouvernement Depretis III - un ancien mazzinien converti à la monarchie - le 30 avril 1880, un projet de loi est présenté pour élargir le corps électoral : le recensement est réduit à 19 lires, l'âge est abaissé à 21 ans et la deuxième année d'école primaire est exigée. À cette occasion, Chimirri intervient dans le débat et, bien qu'il se soit déclaré favorable à l'initiative, il exprime sa perplexité à l'égard du suffrage indistinct et massif. Le vote, a-t-il répété, 
"plus qu'un droit, c'est une fonction, un office" et ce projet gouvernemental "mécanique et quantitatif" doit être rejeté, au profit d'un critère plus sélectif basé non seulement sur le recensement mais aussi sur une "qualification professionnelle spécifique", ce qui signifie, selon nous, un diplôme d'enseignement supérieur.
Une attitude intolérante envers les classes les moins aisées, la seule que nous ayons rencontrée dans sa longue activité de parlementaire. En effet, dans la réforme électorale de 1912, il souligne que, face à l'importance du travail dans la société moderne et au progrès économique et moral du peuple italien, il n'est plus possible d'éloigner des urnes les classes ouvrières, "qui ont la capacité politique, sinon la science de l'alphabet".

### Réélections
La politique de Chimirri, qui s'affine de plus en plus grâce à sa participation assidue aux travaux de la Chambre, s'identifie aux idéaux éthiques et politiques du libéralisme modéré et en particulier à la tradition conservatrice et éclairée de la droite historique (Destra storica). Adoptant toujours des positions de réalisme équilibré, il s'oppose à toute forme de protectionnisme économique et est en désaccord avec la plupart des mesures présentées par la Gauche depretisienne, à tel point qu'il gagne la sympathie même des dissidents de la Gauche nicotérienne et crispyienne. Cette opposition active, qui vise toujours à rechercher le contenu concret des mesures législatives, lui permet de consolider de plus en plus son prestige, si bien qu'aux élections de 1880, il est élu au premier tour avec 392 voix sur 441 votants contre son concurrent Vincenzo Calcaterra, qui n'en obtient que 44.
Avec la réforme électorale de 1882 qui prévoit le scrutin de liste au lieu du système uninominal, il est réélu dans la circonscription de Catanzaro I le 29 octobre de la même année, en obtenant 5 542 voix. Il est ensuite reconfirmé le 23 mai 1886 avec 5 902 voix et le 23 novembre 1890 avec 7 423 voix. Lors du rétablissement de la circonscription uninominale, il est réélu dans la circonscription de Serra San Bruno le 6 novembre 1892 avec 2 060 voix sur 2 307 votants, et il est réélu à nouveau dans les circonscriptions suivantes : mai 1895 avec 1 242 voix sur 1 336 votants, mars 1897 avec 793 voix sur 1 577 votants, juin 1900 avec 1 155 voix sur 1 386 votants, novembre 1904 avec 1 011 voix sur 1 541 votants et mars 1909 avec 1 334 voix sur 1 505 votants. Le 16 octobre 1913, après 11 législatures - de la XIIIe à la XXIIIe - Chimirri est nommé sénateur du Royaume pour la troisième catégorie.

### Entrée au Sénat
Dans le cadre de son activité parlementaire, il participe en tant que rapporteur au projet de loi du gouvernement sur les principes fondamentaux du système d'assurances sociales contre les accidents du travail, un projet qui, en raison de la compétence avec laquelle il est mené, est approuvé, contrairement aux précédents, par référendum. Mais la mesure, qui arrive à la Chambre en mai 1885, est tellement rejetée que Chimirri est contraint de s'opposer à l'avis du gouvernement, qui veut reconnaître la responsabilité objective de l'employeur dans les accidents survenus à l'ouvrier. L'action de Chimirri est également présente dans toutes ces dispositions gouvernementales concernant l'opera pia : dans l'abolition des dîmes sacramentelles en 1887 ; dans la discussion du nouveau code Zanardelli contre les articles qui punissent l'abus des ministres du culte en 1888 ; dans la loi chrispin de 1889, qui sanctionne l'exclusion du clergé de l'administration des congrégations de charité ; toutes les interventions pour respecter et sauvegarder ces entités morales selon l'esprit et le but dont elles sont nées. Sa position est toujours favorable à l'Église ; une conviction idéologique séculaire mais transitoire, et davantage destinée à ne pas exacerber davantage les relations avec le clergé, ni à aliéner à l'État "tant de forces morales qui lui sont dévouées".
Pour la défense des enfants abandonnés, il réussit à faire abolir la roue des enfants trouvés, remplacée par la maison provinciale des enfants.
Avec l'investiture de Giovanni Giolitti à la présidence, dont Chimirri est un adversaire constant, et les mesures annoncées en faveur de la Basilicate, il est désigné par les députés calabrais, abruzzais et molissiens comme le seul interlocuteur à même de protéger les intérêts du Sud. Chimirri, dans un discours enflammé (juin 1906), après avoir reproché au gouvernement de ne pas avoir su s'occuper des problèmes de l'Italie méridionale dans son ensemble, définit les conditions de la Calabre, avec une série de données et de comparaisons, comme "non moins affligeantes que celles de la Basilicate", puis conclut en demandant des mesures "à caractère général" pour toute l'Italie méridionale, telles que l'exercice du crédit agraire, le reboisement, les systèmes hydrauliques et la mise en valeur des terres. Avec cet épilogue, et celui sur le suffrage presque universel en 1912, il laisse derrière lui ce conservatisme intransigeant et se rapproche, avec des convictions plus ouvertes, des besoins du pays qu'il représente. À l'approche du conflit, il s'oppose à l'interventionnisme de Salandra et, dans son important discours devant le Sénat le 18 décembre 1914, il se range sans ambages du côté de la classe méridionale la plus influente, tant sur le plan financier qu'intellectuel, mettant à la disposition du gouvernement sa longue amitié avec l'ambassadeur allemand, le prince Bernhard von Bülow, afin d'éviter une intervention.
Parmi les postes les plus importants, il est ministre de l'agriculture (février - décembre 1891), puis Garde des Sceaux sous le premier gouvernement di Rudinì (janvier - mai 1892). C'est un Cabinet court qui liquide au mieux la question africaine et gouverne sous le cauchemar de la question morale héritée de Francesco Crispi. Il est vice-président de la Chambre des députés lors de la XIXe législature, du 16 juin 1895 au 3 mars 1897, ministre des finances avec l'intérim du Trésor (juin 1900 - février 1901) dans le bref mais tourmenté gouvernement Saracco, tristement connu pour le régicide du roi Umberto Ier et pour la grande vague de grèves dans tout le pays. Enfin, il occupe le poste de commissaire du gouvernement pour la gestion et l'exercice de la protection des orphelins du tremblement de terre de décembre 1908.
Il se retire à Serra San Bruno, où il est né, et est décédé dans la ville voisine d'Amato le 28 octobre 1917.

#### Commissions sénatoriales
- Membre de la Commission des finances (28 mai 1914-28 octobre 1917)
- Membre de la Commission chargée d'examiner les projets de loi "Protection et assistance des orphelins de guerre" et "Protection et assistance des invalides de guerre" (20 décembre 1916).
- Membre de la Commission chargée d'examiner l'organisation et le fonctionnement de l'administration des chemins de fer de l'État (18 décembre 1914)

#### Fonctions et titres
- Président d'honneur du "Circolo Goldoni" de Davoli (11 mai 1885)
- Membre honoraire de l'association agricole "Principe di Napoli" de Noto (18 octobre 1891)
- Président d'honneur de la Société ouvrière "Figli del Lavoro" de Galatro (1er mai 1892)
- Membre de la "Septième conférence interparlementaire" à Budapest (septembre 1896)
- Membre titulaire de la "Société d'agriculture" en Italie (9 mars 1899)
- Vice-président de la Société d'entraide de Catanzaro (2 août 1900)
- Membre du "Circolo calabrese di Napoli" (1906)
- Membre ordinaire du conseil sanitaire provincial de Catanzaro
- Membre du Conseil du contentieux diplomatique
- Commissaire du gouvernement pour la gestion des biens et l'exercice de la protection des orphelins du tremblement de terre du 28 décembre 1908.
- Membre d'honneur du "Fascio agricolo agrario" de Miglierina (10 octobre 1914)

## Distinctions honoriques

### Distinctions italiennes
- Chevalier grand-croix décoré du grand cordon de l'ordre des Saints-Maurice-et-Lazare
- Commandeur de l'ordre de la Couronne d'Italie

### Distinctions étrangères
- Chevalier de grand-croix de l'ordre équestre du Mérite civil et militaire (république de Saint-Marin)

## Sources
- (it) Cet article est partiellement ou en totalité issu de l’article de Wikipédia en italien intitulé « Bruno Chimirri » (voir la liste des auteurs).

## Référence
1. ↑  Vittorio Gnocchini, L'Italia dei Liberi Muratori, Erasmo ed., Rome, 2005, p. 7.